# 43753 Okadayoshirou
43753 Okadayoshirou este o planetă minoră (asteroid) din centura de asteroizi. A fost descoperită pe 14 noiembrie 1982 la Kiso Observatory⁠(d) de Hiroki Kosai⁠(d). 
Obiectul prezintă o orbită caracterizată de o semiaxă mare de 2,5825347841969 UAi, o excentricitate de 0,23357538010968, o înclinație de 3,7139475451172 ° în raport cu ecliptica.